# 扬·卡尔松 (自行车运动员)
扬·卡尔松（瑞典語：Jan Karlsson，1966年2月8日—），瑞典男子自行车运动员。他曾代表瑞典参加1988年、1992年和1996年夏季奥林匹克运动会自行车比赛，其中1988年奥运会获得一枚铜牌。